# El Presidente (album)
Pour les articles homonymes, voir El Presidente.
El Presidente est le premier album d'El Presidente. Il est sorti le 24 octobre 2005.

## Liste des titres
1. Without You - 3 min 37 s
2. Rocket - 3 min 37 s
3. 100 MPH - 3 min 36 s
4. Turn This Thing Around - 3 min 48 s
5. Count On Me - 3 min 20 s
6. If You Say You Love Me - 3 min 14 s
7. Hanging Around - 3 min 16 s
8. I Didn't Really - 3 min 56 s
9. Old Times - 3 min 53 s
10. Keep On Walking - 4 min 04 s
11. Honey - 4 min 00 s
12. Come On Now - 4 min 04 s